# جسم نجمي
جسم نجمي (بالإنجليزية: Asteroid body)‏ هي تجمعات يُعتقد أنها دهنية تُرى داخل الخلايا العملاقة للأورام الحبيبية في أمراض مثل الساركويد والخلايا العملاقة للأجسام الغريبة . 
هناك جدل حول ماهية تكوينها. قديما كان يُعتقد أنها أجزاء من الهيكل الخلوي للخلية وتتكون بشكل أساسي من الفيمنتين.  إلا أن الأبحاث الحديثة كشفت أن هذا غير صحيح وأنها قد تكون تجمعات دهنية مرتبة في أغشية ثنائية الطبقة . 
كان يُعتقد أيضًا أن لها علاقة بالمريكيزات،  التي تشارك في انقسام الخلايا في حقيقيات النوى.

## صور إضافية

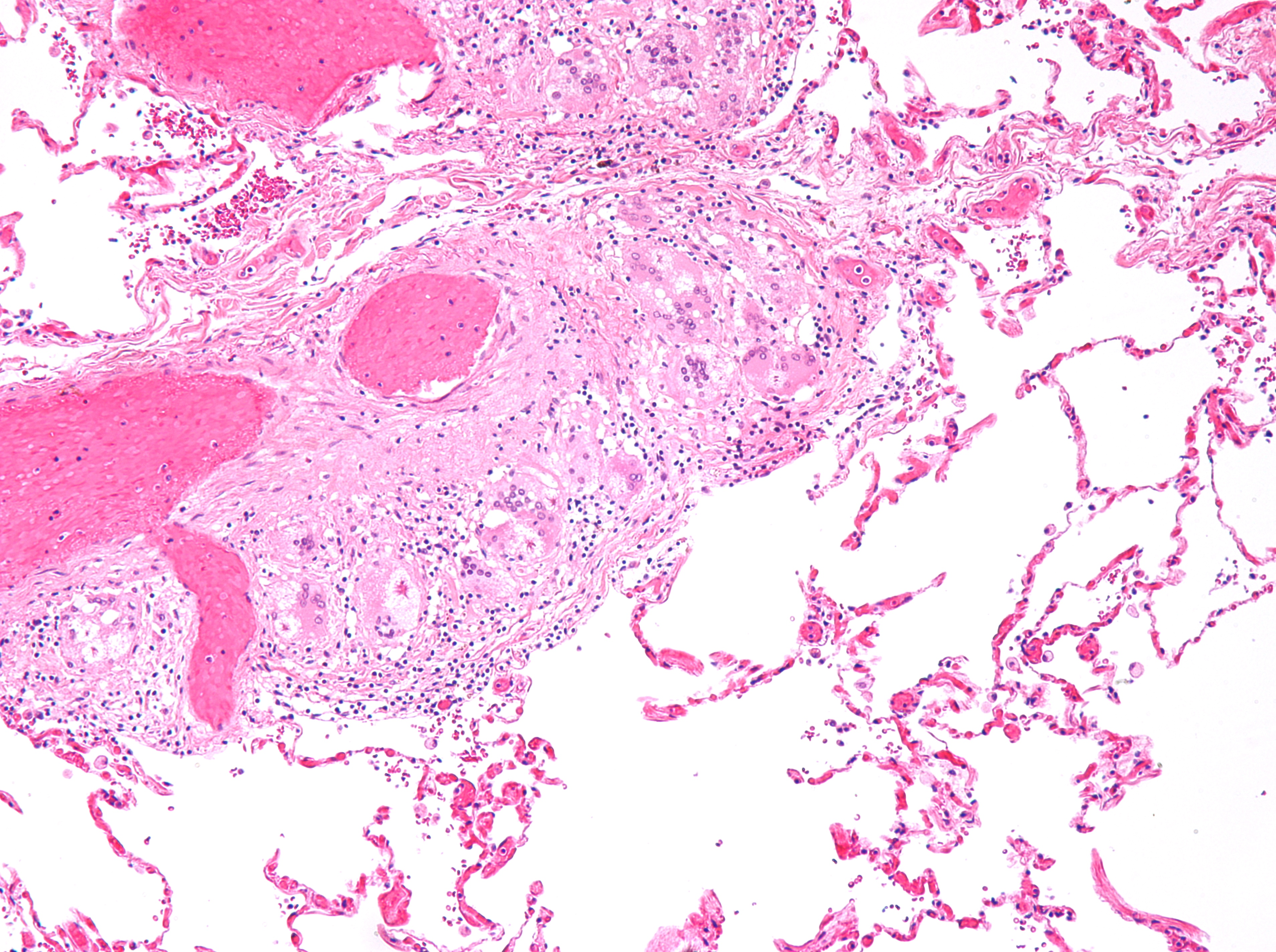
صورة مجهرية لأجسام نجمية في مرض الساركويد الرئوي. H&E .
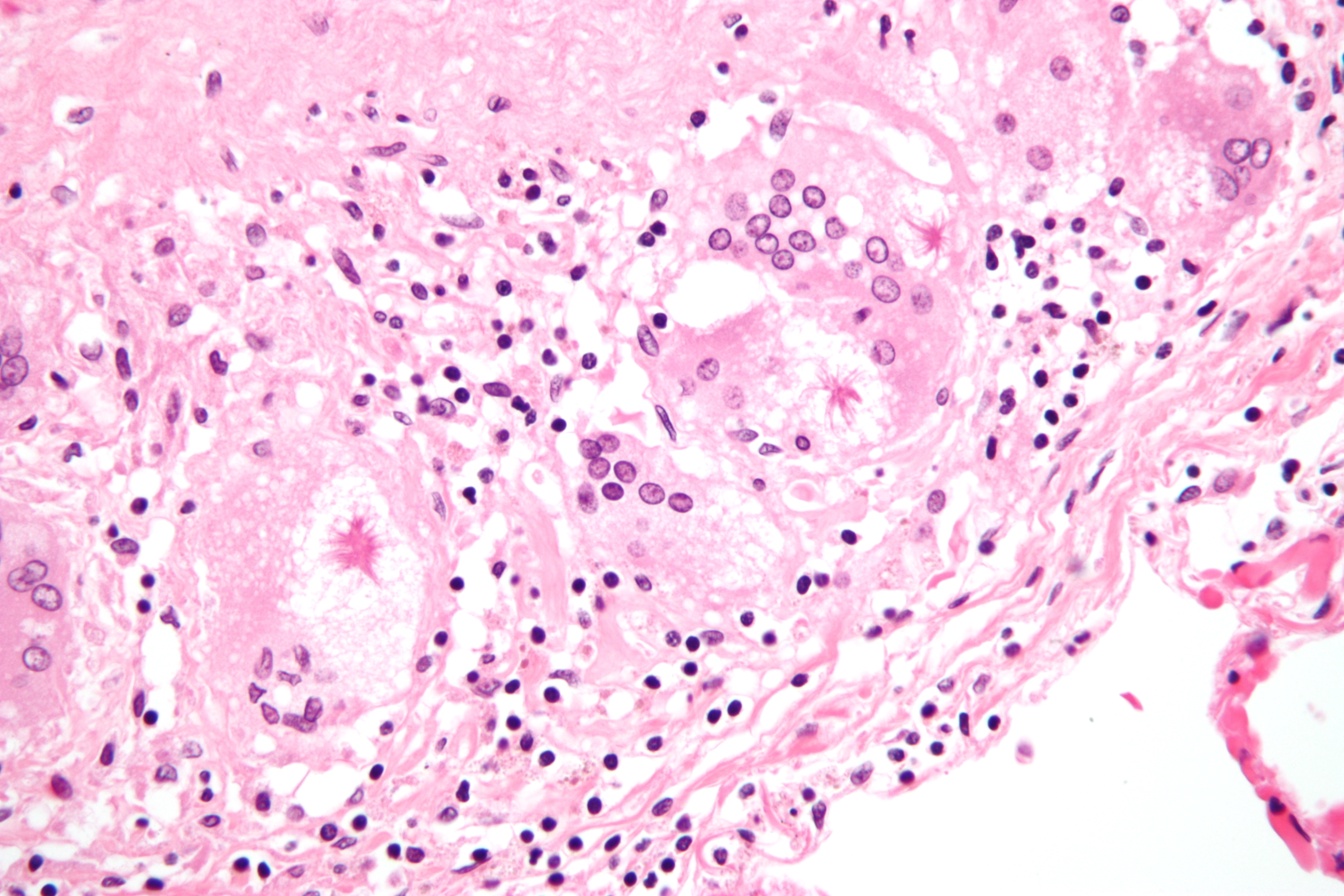
صورة مجهرية لأجسام نجمية في الساركويد الرئوي. H&E